# Разрешительная молитва
1. Тайносовершительная молитва исповеди. Молитва, которую священник произносит в конце исповеди, возложив на голову кающегося епитрахиль. При чтении разрешительной молитвы священник или архиерей данной ему властью (см. Мф. 18, 18) отпускает кающемуся исповеданные грехи. Разрешительная молитва обратного действия не имеет. Если обстоятельства заставляют священника торопиться, он может прочитать только «разрешительную формулу», которая содержится в последней молитве исповеди.
Господь и Бог наш, Иисус Христос, благодатию и щедротами Своего человеколюбия да простит ти чадо (имя), и аз недостойный иерей Его властию мне данною прощаю и разрешаю тя от всех грехов твоих, во Имя Отца и Сына, и Святаго Духа. Аминь
2. Молитва, читаемая священником или архиереем в конце отпевания. В ней он просит Бога разрешить умершего от соделанных при жизни грехов. В православной церкви по древней традиции в руку умершему влагается лист с текстом разрешительной молитвы. Лист с текстом этой молитвы называется разрешительной грамотой, или подорожной.
Господь наш Иисус Христос Божественною Своею благодатию, даром же и властию, данною святым Его учеником и апостолом, во еже вязати и решити грехи человеков, рек им: приимите Духа Святаго, ихже отпустите грехи, отпустятся им; ихже удержите, удержатся; и елика аще свяжете и разрешите на земли, будут связана и разрешена и на небеси. От онех же и на ны другдругоприимательно пришедшею, да сотворит чрез мене смиреннаго прощенно и сие по духу чадо (имя) от всех, елика яко человек согреши Богу словом, или делом, или мыслию, и всеми своими чувствы, волею или неволею, ведением или неведением. Аще же под клятвою или отлучением архиерейским или иерейским бысть, или аще клятву отца своего или матере своея наведе на ся, или своему проклятию подпаде, или клятву преступи, или иными некиими грехи яко человек связася; но о всех сих сердцем сокрушенным покаяся, и от тех всех вины и юзы да разрешит его; елика же за немощь естества забвению предаде, и та вся да простит ему, человеколюбия ради Своего, молитвами Пресвятыя и Преблагословенныя Владычицы нашея Богородицы и Приснодевы Марии, святых славных и всехвальных апостол, и всех святых. Аминь
3. Молитвы жене́ роди́льнице, по четы́редесяти днех. Только после прочтения священником этих молитв через положенные не менее чем 40 дней от рождения православной женщиной ребёнка, эта недавно родившая женщина со своим, уже крещённым и воцерковленным, младенцем получают от священника разрешение на посещение православного храма и на беспрепятственное участие во всех церковных таинствах.